# Pseudocoremia fascialata
Pseudocoremia fascialata är en fjärilsart som beskrevs av Alfred Philpott 1903. Pseudocoremia fascialata ingår i släktet Pseudocoremia och familjen mätare. Inga underarter finns listade i Catalogue of Life.